# Брисон
Брисон (фр. Brusson) је насељено место у Француској у региону Шампањ-Арден, у департману Марна.
По подацима из 2011. године у општини је живело 212 становника, а густина насељености је износила 43,62 становника/km².

## Демографија
| 1962. | 1968. | 1975. | 1982. | 1990. | 2011. |
| ----- | ----- | ----- | ----- | ----- | ----- |
| 122   | 155   | 146   | 204   | 196   | 212   |